# Natasha Shneider

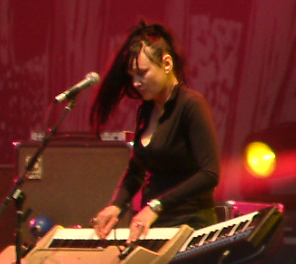
Natasha Shneider 2005 bei einem Konzert der Queens of the Stone Age

Natasha Shneider (russisch Наташа Шнайдер; * 22. Mai 1956 als Natalia Schneiderman in Riga; † 2. Juli 2008 in Los Angeles) war eine russische Rockmusikerin und Schauspielerin.

## Leben und musikalische Karriere
Shneider wurde in Riga in der Lettischen SSR geboren und emigrierte 1976 aufgrund der Repressalien gegen Juden hochschwanger mit ihrem damaligen Ehemann Sergej Kapustin und ihren beiden Familien in die USA. Dort schlugen sie sich als Musiker durch, außerdem arbeitete Shneider als Model und Tresenkraft. Zwei Monate nach der Ankunft in den USA wurde ihr Sohn Robin Kapustin geboren. 1982 ließ sie sich scheiden.
1984 lernte sie ihren späteren Lebensgefährten Alain Johannes kennen, mit dem sie 1987 ihr erstes gemeinsames Werk, Walk the Moon, veröffentlichte. 1990 gründeten Shneider, Johannes und Jack Irons die Band Eleven, die eines der langfristigsten Projekte Shneiders und Johannes' werden sollte.
1999 arbeitete Shneider gemeinsam mit Johannes am Album Euphoria Morning von Chris Cornell mit und tourte auch mit diesem.
Im Jahr 2001 wirkte Shneider beim dritten Album, Songs for the Deaf, von Queens of the Stone Age mit und wurde ab dann in Josh Hommes Nebenprojekt Desert Sessions einbezogen. Von 2005 bis 2006 war Shneider während der Tour zum vierten Album der Queens of the Stone Age, Lullabies to Paralyze, als Keyboarderin und Backgroundsängerin festes Tourmitglied.

## Schauspielkarriere
Shneider wirkte in den 1980ern in zwei Spielfilmen mit. 1984 spielte sie im Film 2010: Das Jahr, in dem wir Kontakt aufnehmen die russische Kosmonautin Irina Yakunina. Des Weiteren spielte sie im Film Spiker eine Austauschstudentin namens Wanda Yakubovska. Auch in einigen Serien hatte Shneider Gastauftritte, unter anderem in Miami Vice und Hill Street Blues.

## Tod
Am 2. Juli 2008 erlag Shneider einem Krebsleiden. Auf der Homepage von Queens of the Stone Age wurde ein Nachruf veröffentlicht, der gleichzeitig ein Spendenaufruf für ihre Behandlungskosten war und ein Benefizkonzert zugunsten Shneiders ankündigte.

„On July 2nd, at 11:11 AM, Natasha Shneider passed away. She ended her time in this Life with the style and poetry that she lived all the days previous, crossing over while held in the arms of her closest and dearest. No words can encapsulate the unwaivering strength she provided, adversities she overcome, the talents she possessed & nurtured, the sharpness of her wit nor the beautiful complexity of her intellect. We are so thankful for her influence & the gift of her friendship.

A celebration of Natasha Shneider will be held in Hollywood at the Henry Fonda Theatre on Saturday, Aug 16th. Further details will be released shortly. All proceeds of the benefit and donations made will go to the relieve the burden of Natasha's fight against cancer. To donate, go to NatashaShneider.org

Now is all we have. May you all make the most of it.“

Am 16. August 2008 spielten Queens of the Stone Age ein Benefizkonzert im Henry Fonda Theatre in Los Angeles und wurden dabei von vielen Freunden unterstützt. Gäste waren neben Shneiders Lebensgefährten Alain Johannes auch Jack Black und Kyle Gass von Tenacious D, Matt Cameron, Brody Dalle, Jesse Hughes, Chris Goss, PJ Harvey und Serrina Sims.

## Trivia
2010 veröffentlichte ihr Lebensgefährte und Bandkollege Alain Johannes ein Soloalbum namens Spark, welches er Shneider widmete und komplett allein einspielte.